# Priwolnyj (rejon bagajewski)
Priwolnyj (ros. Привольный) – osiedle w Rosji, w obwodzie rostowskim, w rejonie bagajewskim. W 2010 liczyło 647 mieszkańców.